# Panzerjäger

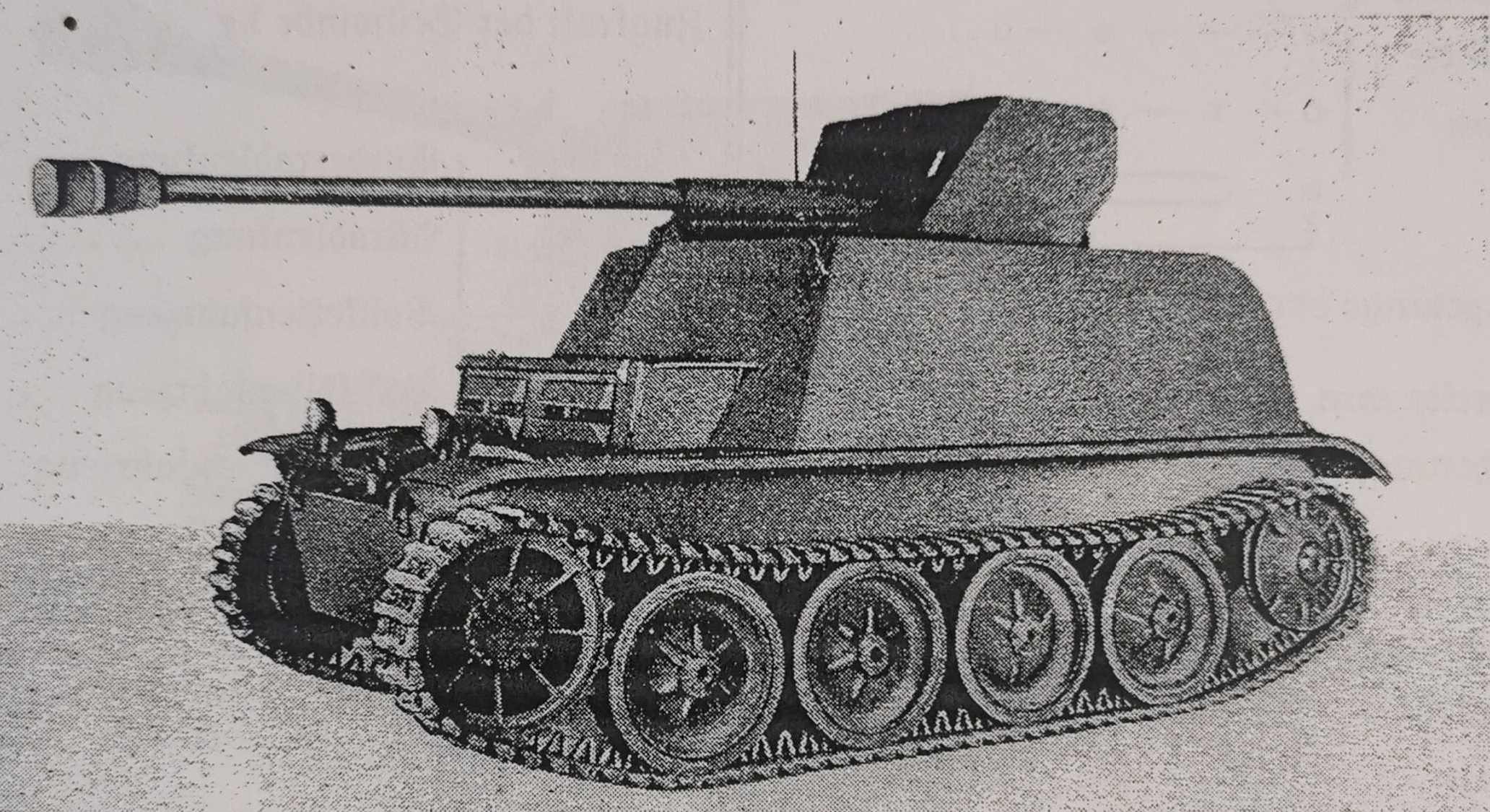
Panzerjäger II, 7,62 cm Pak 36 (Sd. Kfz. 132)

Panzerjäger (скорочено Pz. Jg. або Pz. Jäg., тр. «Панцер'є́ґер», буквальний переклад: мисливець на танки) та Jagdpanzer (тр. «Яґдпанцер», буквальний переклад: танк-мисливець) — позначення протитанкових САУ (винищувачів танків) що використовувались Третім Райхом.

## Класифікація
Деякі дослідники вважають, що термін Panzerjäger стосувався лише легкоброньованих самохідних протитанкових установок, а Jagdpanzer — лише броньованих та закритих; це не зовсім правда,  У 1944 році поділ був таким:
- Panzerjäger — загальна назва всіх винищувачів танків. Наприклад, Jagdpanzer IV мав одну з проміжних назв le.Panzerjäger IV, а Jagdpanzer 38 — le. Panzerjäger 38 t. При цьому, техніка, що мала назви, запропоновані Гітлером, використовувала їх: Marder II, Jagdpanther, Jagdtiger тощо.
- Panzerjägerkanone Selbstfahrlafette (Pak (Sf))[a] — звичайна назва для легкоброньованих САУ з відкритою рубкою. Наприклад, Marder II початково називався 7,5 cm Pak 40 L/46, Fahrgestell 38 t, а в 1944 отримав повну назву 7,5 cm Pak 40/2 Sf. „Marder II“.
- Назву Jagdpanzer (тр. «Яґдпанцер»)[b] запровадили в кінці 1944 для броньованих Jagdpanzer IV та Jagdpanzer 38.

Після Другої світової слово jagdpanzer продовжило використовуватись: наприклад, у 1965 було створено Kanonenjagdpanzer («гарматний винищувач танків»), а пізніше — кілька різних машин Raketenjagdpanzer («ракетний винищувач танків»).

## Рід військ
Словом Panzerjäger в Вермахті, окрім найменування виду техніки, також називався рід військ, окрема гілка Гееру, що мав на озброєнні винищувачі танків. В деяких німецьких дивізіях були присутні спеціальні підрозділи нім. Panzerjäger-Abteilung — протитанкові батальйони.

## Список

### Відкритого типу
- Panzerjäger I (4.7 cm Pak (t) (Sf) auf Panzerkampfwagen I) — чеська 47-мм KPÚV vz. 38[en] (4,7 cm Pak (t) за німецьким позначенням) на шасі Panzer I.
- Panzerjäger 35R (4,7 cm Pak (t) auf Renault R35 (f)) — чеська 47-мм KPÚV vz. 38 на шасі трофейних Renault R35.
- Marder I (7,5 cm Pak 40 auf Geschützwagen 39H (f)) — 75-мм Pak 40 L/46 на шасі трофейних французьких тракторів Lorraine 37L[en].
- Marder II (7,5 cm Pak 40/2 auf Fgst. Pz II) —75-мм Pak 40 L/46 (або трофейні радянські 7,62 cm Pak 36 (r)) на шасі Panzer II.
- Marder III (7,5 cm Pak 40/2 auf Fgst. Pz. 38 (t)) —75-мм Pak 40 L/46 (або трофейні радянські 7,62 cm Pak 36 (r)) на шасі Panzer 38 (t).
- Nashorn / Hornisse (8,8 cm Pak 43 L/71 auf Fgst. Pz IV) — 88-мм Pak 43 L/71 на шасі Panzer IV.
- 10.5 cm K gepanzerte Selbstfahrlafette (10.5 cm K gepanzerte Selbstfahrlafette) — 105-мм K 18 на шасі Panzer IV.
- Sturer Emil / Panzer Selbstfahrlafette V (12.8 cm Selbstfahrlafette auf VK 30.01(H)) — 128-мм K 40 L/61 на шасі VK 30.01 (H).

### Закритого типу
- Jagdpanzer 38
- Jagdpanzer IV
- Jagdpanther
- Jagdtiger
- Elefant